# Tahlequah (Washington)
Pour la ville située dans l’Oklahoma, voir Tahlequah.
Tahlequah est une communauté non incorporée située dans le comté de King, dans l’État de Washington, aux États-Unis.